# Svatý Jan nad Malší
Pour les articles homonymes, voir Svatý Jan (homonymie).
Svatý Jan nad Malší (en allemand : Johannesberg) est une commune du district de České Budějovice, dans la région de Bohême-du-Sud, en République tchèque. Sa population s'élevait à 613 habitants en 2023.

## Géographie
Svatý Jan nad Malší est arrosée par la Malše, un affluent de la Vltava, et se trouve à 15 km à l'est de Český Krumlov, à 18 km au sud-sud-est de České Budějovice et à 140 km au sud de Prague.
La commune est limitée par Římov et Mokrý Lom au nord, par Ločenice à l'est, par Besednice et Kaplice au sud, et par Netřebice et Velešín à l'ouest.

## Histoire
Le nom du village a changé au fil du temps : Svatojánské hory, Hory Svatojanské, Svatý Jan ; le nom actuel est officiel depuis 1924.

## Administration
La commune se compose de trois sections :
- Svatý Jan nad Malší
- Chlum
- Sedlce

## Galerie

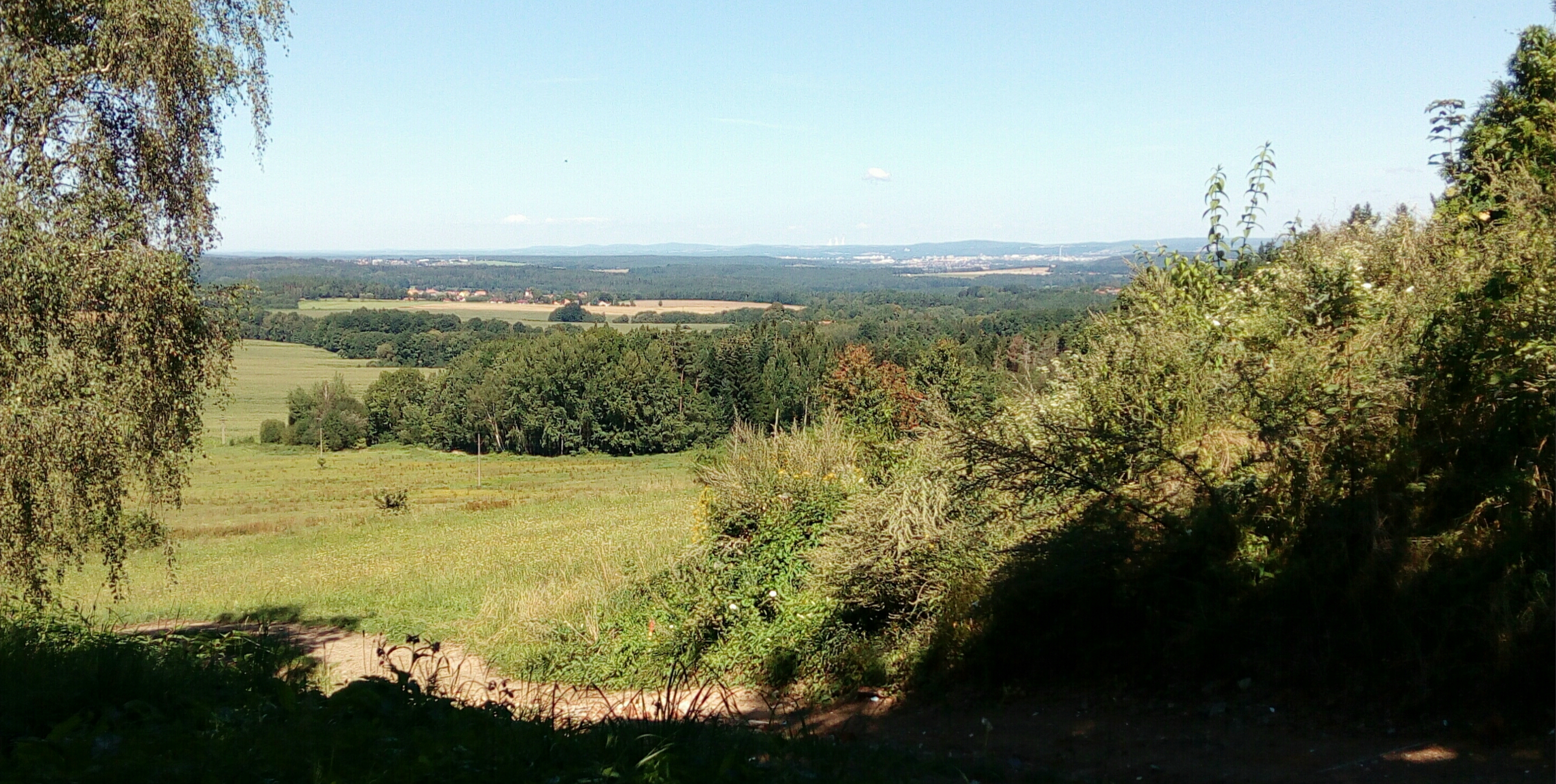
Autour de Svatý Jan nad Malší.
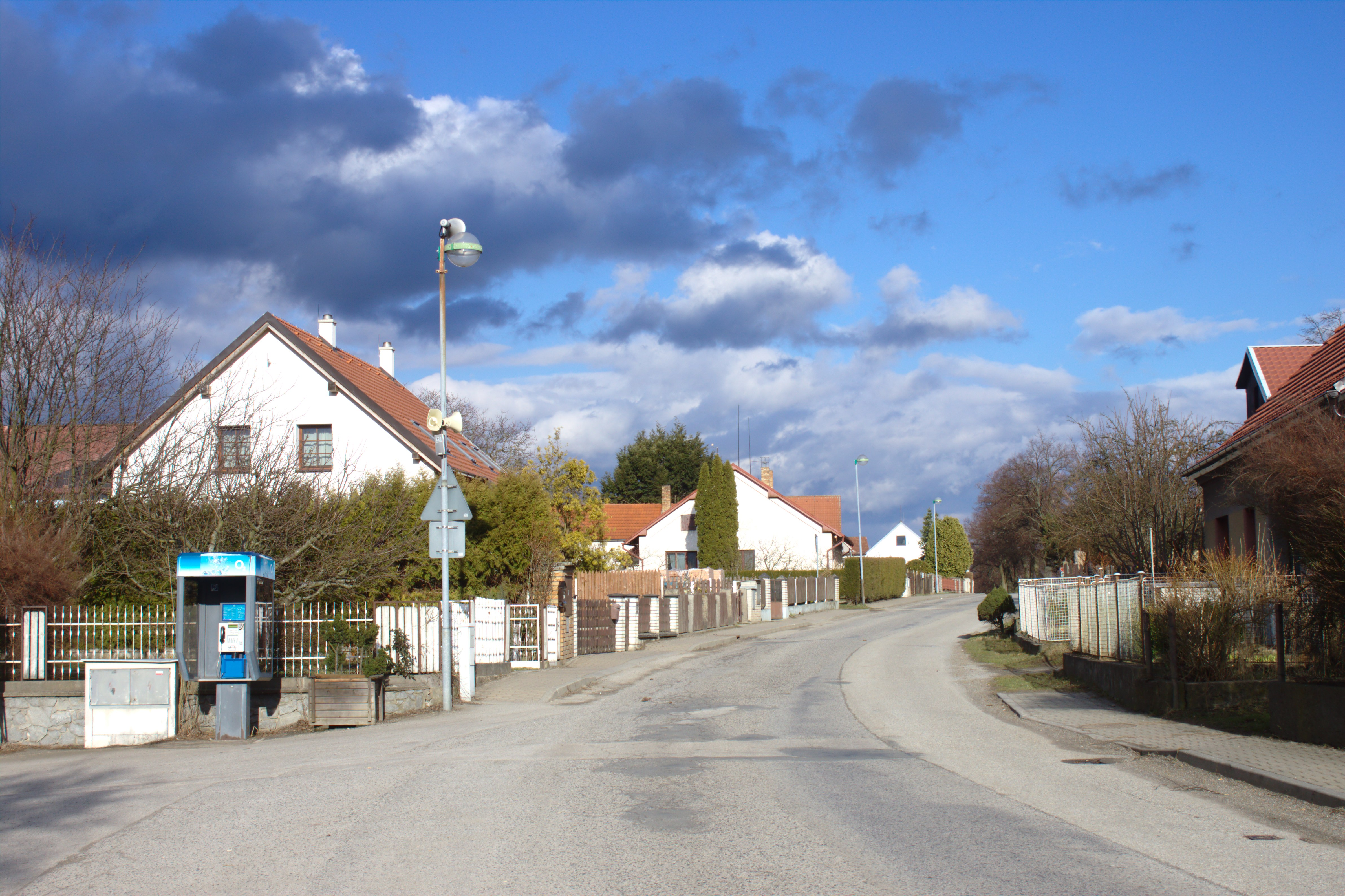
Rue principale.

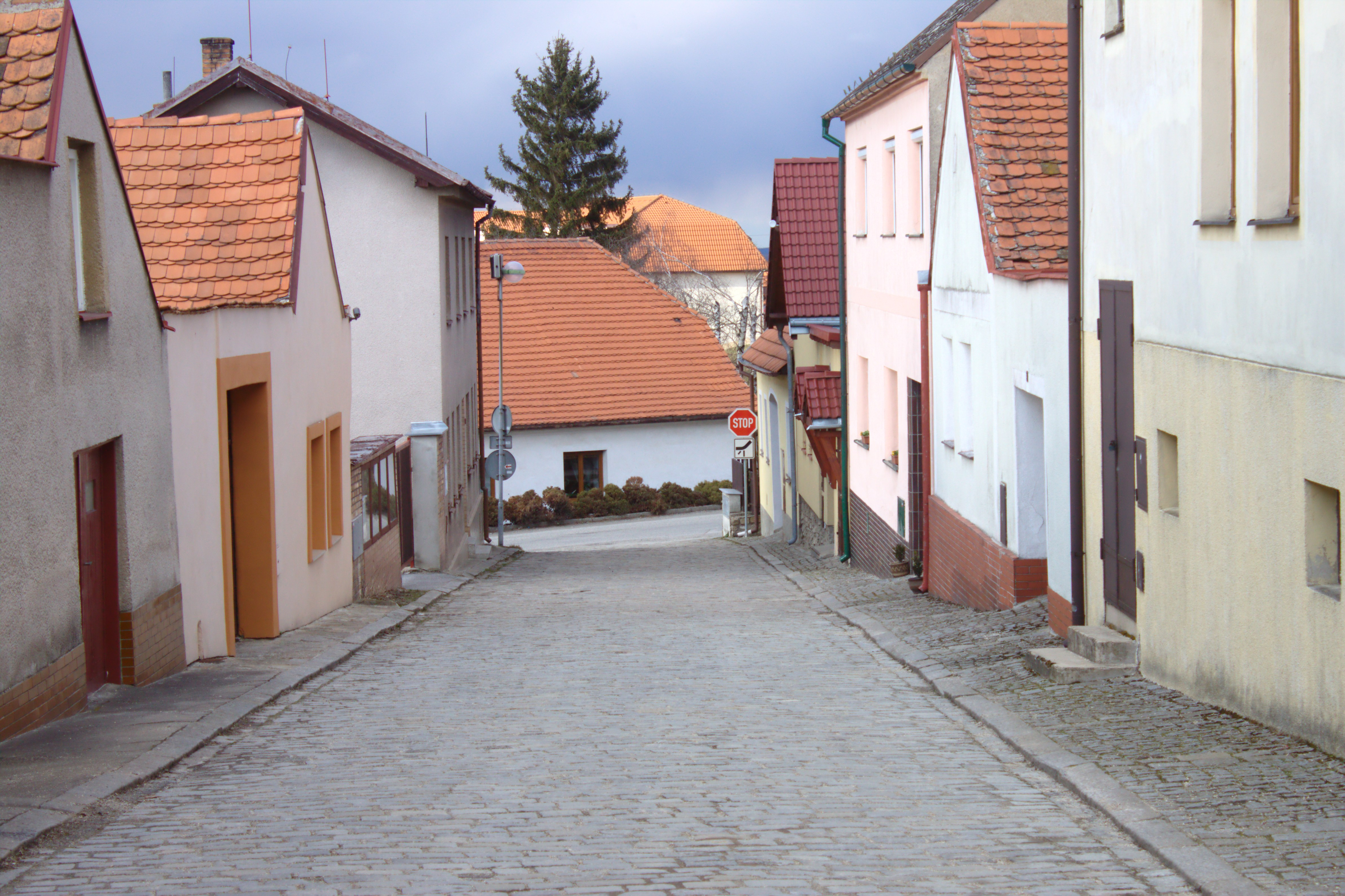
Rue au centre du village.
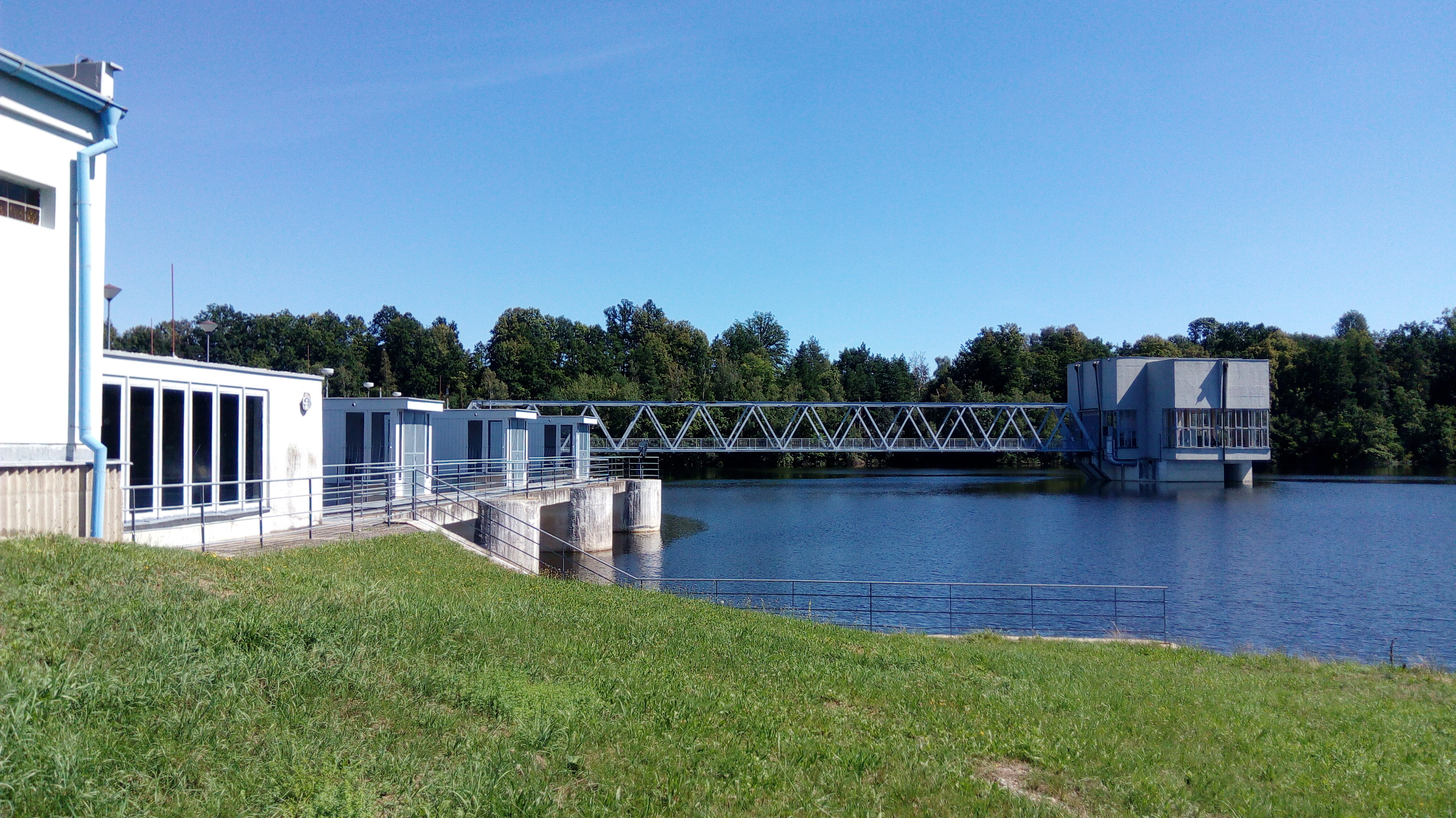
Réservoir de Římov.

## Transports
Par la route, Svatý Jan nad Malší se trouve à 5 km de Velešín, à 19 km de Český Krumlov, à 22 km de České Budějovice et à 162 km de Prague.